# صدیق تعریف
محمد صدیق تعریف (زادهٔ ۲۵ دی ۱۳۳۵ در سنندج) ردیف‌دان و خواننده موسیقی اصیل ایرانی اهل ایران است. صدیق تعریف در دوران فعالیت هنری اش با هنرمندان سرشناس بسیاری از جمله محمدرضا لطفی (در آلبوم چاووش ۱۰ (به یاد طاهرزاده)، جلال ذوالفنون (در آلبوم شیدایی)، حسین علیزاده، فرهاد فخرالدینی و حسین یوسف‌زمانی همکاری داشته‌است. از میان شاگردان او نیز می‌توان به سالار عقیلی اشاره کرد. تصنیف‌ از نگاه یاران که با شعر فریدون مشیری همراه در آلبوم شیدایی اجرا شده، از جمله آثار اوست.
اولین اثر محمد صدیق تعریف به یاد طاهرزاده (در گذشته با نام چاووش ۱۰ شناخته می‌شد) است که به وسیله گروه شیدا و عارف به سرپرستی محمدرضا لطفی اجرا شده‌است.

## زندگی و فعالیت هنری
به گفته خودش، از دوران دبیرستان در تئاترهای دانش‌آموزی بازی می‌کرد و پشت صحنه یا روی صحنه آواز نیز می‌خواند و معمولاً از خوانندگانی چون ایرج یا گلپایگانی تقلید می‌کرد. در سال ۱۳۵۴ به دانشکده هنرهای زیبای دانشگاه تهران راه یافت و در سال ۱۳۵۹ در رشته هنرهای نمایشی فارغ‌التحصیل شد. از جمله استادان وی در دانشکده می‌توان به بهرام بیضایی، هوشنگ گلشیری، شمیم بهار، گلی ترقی ، حمید سمندریان و داریوش آشوری اشاره کرد.
اولین اثر صدیق تعریف به یاد طاهرزاده (در گذشته با نام چاووش ۱۰ شناخته می‌شد) می‌باشد که توسط گروه شیدا و عارف به سرپرستی محمدرضا لطفی اجرا شده‌است. خود تعریف در یکی از مصاحبه‌هایش پس از مرگ محمدرضا لطفی گفته بود که: در سال ۱۳۶۳، یعنی حدوداً ۳۰سال پیش لطفی مرا برای همکاری دعوت کرد و «دستم بگرفت و پا به پا برد» و آن کار سنگین و سترگ به یاد طاهرزاده را با دقت و صبوری و عشق به من آموخت. صدیق تعریف در این مصاحبه محمدرضا لطفی را مصداق یک استاد کامل نامید. این اثر ابتدا توسط کانون چاووش منتشر شده بود و در فهرست مجموعه ۱۲ آلبوم چاووش قرار داشت و امروزه توسط مؤسسه فرهنگی و هنری آوای شیدا زیر نظر محمدرضا لطفی بازنشر شده‌است.
در بدو ورود به دانشگاه از طریق جلیل عندلیبی به محمود کریمی معرفی شد و از سال ۱۳۵۴ تا ۱۳۵۶ نزد وی به فراگیری آواز پرداخت. همچنین از سال ۱۳۵۵ تا ۱۳۵۷ نزد رضوی سروستانی با مکتب و شیوه آوازی حسین طاهرزاده به روایت نورعلی برومند آشنا شد. پس از آن در سال‌های ۱۳۵۹ تا ۱۳۶۴ در کانون چاووش به یاری نصرالله ناصح پور با شیوه و سبک آوازی عبدالله دوامی آشنا شد. در همین زمان در سال‌های ۱۳۶۱ و ۱۳۶۲ با شیوه و سبک مکتب حسین طاهرزاده به اهتمام محمدرضا لطفی بیش تر آشنا شد. سال ۱۳۶۲ همراه بود با اجرای اولین کنسرت رسمی صدیق تعریف و ارایهٔ اولین آلبوم موسیقی او به نام "چاووش ۱۰" (که امروزه با نام به یاد طاهرزاده در دسترس می‌باشد) در دستگاه سه گاه باهمکاری گروه‌های شیدا و عارف به سرپرستی محمدرضا لطفی که شامل بازسازی یکی از آوازهای طاهرزاده بود. وی در سال ۱۳۶۴ چند تصنیف کوتاه بر روی رباعیات ابوعلی سینا در سریال ابن سینا با آهنگ سازی فرهاد فخرالدینی اجرا کرد. از سال ۱۳۶۸ تا ۱۳۷۲ قطعات و تصنیف‌های استادان قدیمی را در محضر علی اصغر بهاری فرا گرفت. در همین زمان از سال ۱۳۷۰ تا ۱۳۷۳ نزد مجید کیانی با مکاتب و شیوه‌های آوازی قدیمی ایران آشنا شد و از سال ۱۳۷۲ تا سال ۱۳۷۵ نیز از محضر رجب امیری‌فلاح بهره برد.
تعریف از سال ۱۳۶۴ تا هم‌اکنون تدریس و تعلیم آواز ایرانی می‌کند. همچنین از سال ۱۳۸۰ تا ۱۳۸۳ در دانشکده تئاتر و سینمای دانشگاه سوره و دانشکده موسیقی دانشگاه هنر نیز به تدریس موسیقی و آواز پرداخت.
او در طول کار حرفه‌ای خود با موسیقی دانانی چون محمدرضا لطفی، حسین علیزاده، حسین دهلوی، فرهاد فخرالدینی، جلال ذوالفنون، حمید متبسم، مجید درخشانی، حسین یوسف‌زمانی، گروه همنوازان و گروه کامکارها همکاری کرده‌است. همچنین هنرمندانی چون سالار عقیلی، حسین علیشاپور، امیر اثنی عشری، مهدی کلاهدوز و… از جمله شاگردان وی بوده‌اند.
وی در پاییز سال ۱۳۸۸ بنا به دعوت رسمی همسر جلال طالبانی رئیس‌جمهور وقت عراق به اربیل سفر و با هنرمندان و اهالی فرهنگ کردستان عراق ملاقات کرد. او در این سفر همچنین در کانال تلویزیونی کردسات (KURDSAT) و رادیو خاک چند برنامه اجرا کرد.

## آثار
| آلبوم‌ها                     | آلبوم‌ها    | آلبوم‌ها                                                             | آلبوم‌ها                                                 | آلبوم‌ها | آلبوم‌ها                                                  | آلبوم‌ها |
| --------------------------- | ---------- | ------------------------------------------------------------------- | ------------------------------------------------------- | ------- | -------------------------------------------------------- | --- |
| نام آلبوم                   | سال انتشار | آهنگ ساز                                                            | نوازنده                                                 | خواننده | ناشر                                                     | توضیحات |
| به یاد طاهرزاده (چاووش ۱۰)  | ۱۳۶۳       | محمدرضا لطفی                                                        | گروه‌های شیدا و عارف                                     | آری     | کانون فرهنگی و هنری چاووش، مؤسسه فرهنگی و هنری آوای شیدا | اولین اثر انتشار یافته باصدای صدیق تعریف، یادواره حسین طاهرزاده، ردیف آوازی این اثر اصفهان است که در دستگاه سه‌گاه اجرا شد، سرپرست گروه و بازسازی اثر: محمدرضا لطفی، این اثر در سال ۱۳۶۳ به عنوان دهمین آلبوم از مجموعه چاووش توسط کانون چاووش به بازار و آمد و در سال ۱۳۸۵ با تصحیح نام به به یاد طاهرزاده توسط آوای شیدا زیر نظر محمدرضا لطفی دوباره منتشر شد. |
| بوعلی سینا                  | ۱۳۶۴       | فرهاد فخرالدینی                                                     |                                                         | آری     |                                                          | اجرای چند تصنیف کوتاه بر روی رباعیات ابوعلی سینا در سریال (ابن سینا) |
| آثاری از حسین دهلوی         | ۱۳۶۴       | حسین دهلوی                                                          |                                                         | آری     |                                                          | |
| گلگشت                       | ۱۳۶۷       | پشنگ کامکار، امیر جاهد                                              | گروه شیدا                                               | آری     | سروش                                                     | اشعار سعدی، حافظ و فریدون مشیری |
| شیدایی                      | ۱۳۶۹       | جلال ذوالفنون، پشنگ کامکار، صدیق تعریف                              | جلال ذوالفنون، سهیل ذوالفنون، ارژنگ کامکار، بیژن کامکار | آری     | نوای همایون                                              | اشعار از سعدی شیرازی، سیمین بهبهانی، فریدون همراه، حافظ شیرازی، مولانا و بدر تقلیسی |
| فراق                        | ۱۳۷۱       | پشنگ کامکار، علی اکبر شیدا                                          | گروه شیدا                                               | آری     | نشر چشمه                                                 | |
| شور دشت                     | ۱۳۷۲       |                                                                     | گروه همنوازان                                           | آری     |                                                          | |
| امام علی                    | ۱۳۷۵       | فرهاد فخرالدینی                                                     |                                                         | آری     |                                                          | اجرای آواز و تصنیف کُلِ صبحً از عبدالقادر مراغه‌ای در موسیقی فیلم سریال امام علی |
| آبگینه                      | ۱۳۷۶       |                                                                     | گروه همنوازان                                           | آری     |                                                          | در همایون و شوشتری |
| ماه بانو                    | ۱۳۷۸       | رضا محجوبی، ابوالحسن صبا، عارف قزوینی، مرتضی نی‌داود، علی اصغر بهاری | اردشیر کامکار، کیوان ساکت، ارژنگ کامکار                 | آری     | هم آواز آهنگ                                             | به‌مناسبت چهلمین سال درگذشت قمرالملوک وزیری، اشعار از پژمان بختیاری، باباطاهر، بهادر یگانه، عارف قزوینی، موحد، رهی معیری، سعدی و دهقان سامانی |
| کردانه                      | ۱۳۸۲       |                                                                     | گروه کامکارها                                           | آری     |                                                          | به زبان کردی |
| ماه عروس                    | ۱۳۸۴       | حمید متبسم                                                          | گروه دستان                                              | آری     |                                                          | در حال و هوای موسیقی خراسانی، اشعار از مهدی اخوان ثالث، ه. الف. سایه، ملک‌الشعرای بهار و باباطاهر |
| خیال‌انگیز                   | ۱۳۸۸       | مجید درخشانی                                                        |                                                         | آری     | سروش                                                     | |
| مهتاب                       | ۱۳۸۹       | حسین یوسف‌زمانی                                                      | ارکستر سمفونیک                                          | آری     | سروش                                                     | اشعار از سیمین بهبهانی، نیما یوشیج، حافظ، قیصر امین پور و اقبال لاهوری، نام این آلبوم برگرفته از شعر معروف نیما یوشیج به نام می‌تراود مهتاب است |
| عارف شیدا (آلبوم) عارف شیدا | ۱۳۹۴       | عارف قزوینی و علی اکبر شیدا                                         | پویان بیگلر                                             | آری     |                                                          | اشعار حافظ، هوشنگ ابتهاج و جواد زهتاب |

## کنسرت‌ها
- کنسرت به یاد طاهرزاده (چاووش ۱۰) در دستگاه سه گاه با همکاری گروه شیدا و عارف به سرپرستی محمدرضا لطفی، سال ۱۳۶۲
- کنسرت شورانگیز در دستگاه بیات ترک با همکاری گروه شیدا و عارف به سرپرستی و آهنگ سازی حسین علیزاده در تهران تالار وحدت، پائیز سال ۱۳۶۷
- کنسرت همیاری به مناسبت فاجعه زلزله گیلان و مازندران به همراه گروه همنوازان سه تار و به آهنگ سازی و سرپرستی حسین علیزاده، تهران تالار وحدت، تابستان سال ۱۳۶۹
- کنسرت سه گاه و ماهور با همیاری گروه همنوازان در پاریس، پاییز سال ۱۳۷۳
- کنسرت بیات اصفهان به همراهی گروه شیدا به آهنگ سازی و سرپرستی محمدرضا لطفی، در کشورهای ایتالیا، سوئیس، آلمان، انگلستان و فرانسه، سال ۱۳۷۴ و فروردین سال ۱۳۷۵
- کنسرت اصفهان و بیات ترک همراه با گروه همنوازان در فرانسه و چند شهر مراکش، سال ۱۳۸۲